# Lipoamid
Lipoamid je trivijalno ime za 6,8-ditiooktanski amid. On je funkciona forma 6,8-ditiooktanske kiseline u kojoj je karboksilna grupa vezana za protein (ili neki drugi amin) putem amidne veze (sadrži ). U nekim slučajevima se termin lipoamid koristi za proteine vezane za lipoinsku kiselinu, mada je to tehnički nekorektno. Lipoil-protein ili lipoil-domen su podesniji termini za proteine vezane za lipoinsku kiselinu.
Slobodni lipoamid se ne javlja u prirodi.

## Literatura
- R L Krauth-Siegel and R Schöneck (septembar 1995). „Flavoprotein structure and mechanism. 5. Trypanothione reductase and lipoamide dehydrogenase as targets for a structure-based drug design”. FASEB Journal. 9: 1138—1146.